# Champagne crayeuse
La Champagne crayeuse o «pouilleuse» es una región natural de Francia situada en la región del Gran Este, cuyo sustrato se compone principalmente de yeso cretácico, del Mesozoico.
En la antigüedad se llamó la "Champagne pouilleuse"; nombre probablemente derivado del adjetivo pouilleux, miserable, debido a la tierra tan infértil de la región, o bien de la menta poleo (menthe pouliot, en francés), planta perenne  muy común en las llanuras calcáreas. 

## Geografía y geología
Es una vasta llanura ligeramente ondulada con los valles abiertos y cuyo promedio mínimo de altitud ronda entre los 60 y 80 metros, con altitudes máximas de entre 160 y 180 metros. Se extiende en forma de un arco circular o media luna, sin incluir las regiones naturales de la Thiérache en el norte y en el sur la del Pays d'Othe, con los extremos orientados hacia el oeste.
Los suelos son de yeso asentado sobre roca caliza de la era secundaria en la capa superficial del suelo (30 a 40 cm) y donde el humus es escaso en general. Tal erosión del suelo empezó a partir de la deforestación humana en beneficio de la agricultura neolítica.  Este fenómeno se aceleró a partir de la segunda mitad del siglo XX debido a la falta de aporte de materia orgánica causada por la modernización de la agricultura, convirtiéndose la región en una de las más deforestadas de Francia.

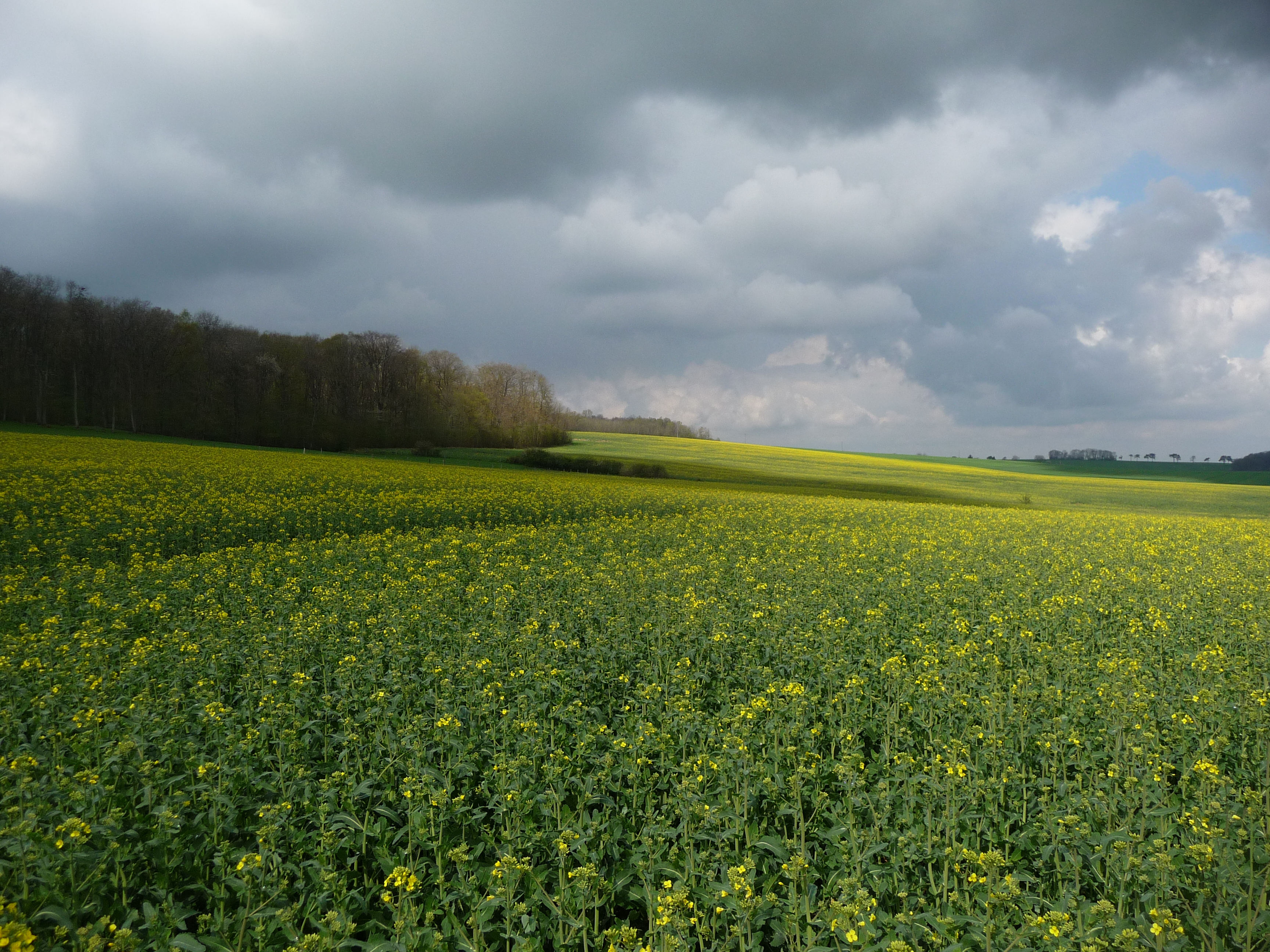
Campo característico de la región natural.

## Economía
Desde tiempos remotos, el área que ocupa la región fue dominio de ovejas pastando y algunos cereales. Al ser una zona desprovista de estanques y zonas húmedas debido a la permeabilidad del suelo no es favorable a la agricultura ni la ganadería aunque si ha habido desde la antigüedad cultivo de cereales, con muy bajo rendimiento y, como se ha mencionado anteriormente, ovejas al ser animales con menos necesidades que otro tipo de ganado. 